# Tahini

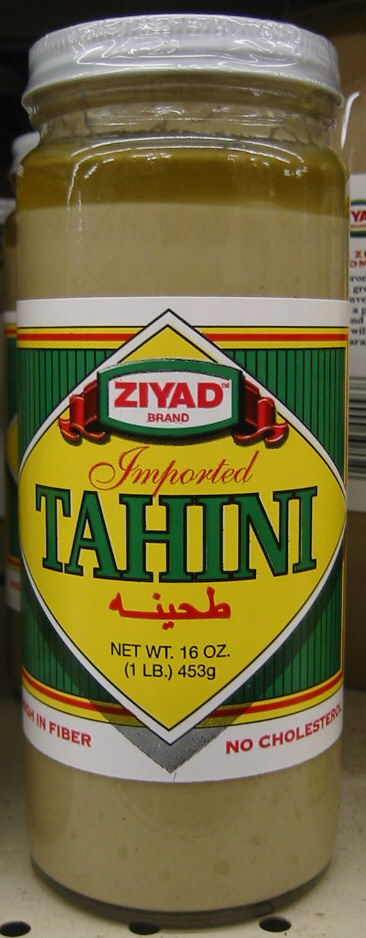
Tahini üvegben

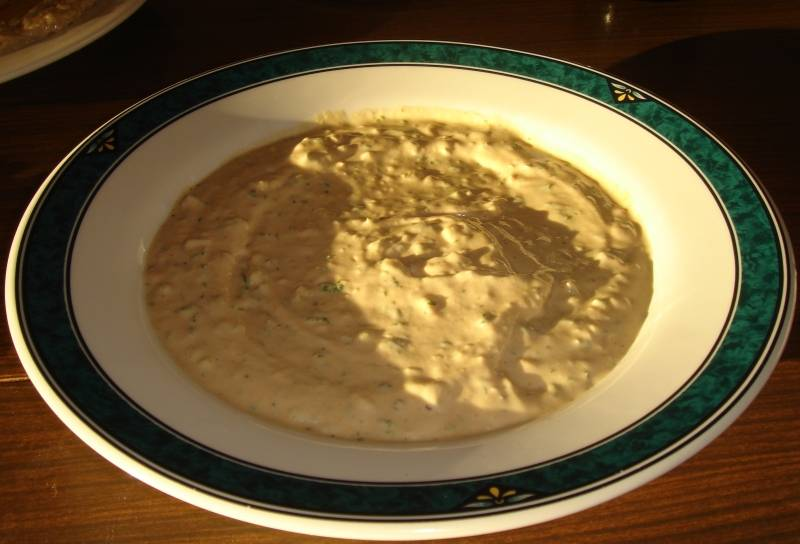
Fűszeres tahini

A tahini finomra őrölt szezámmagból készült sűrű állagú massza, melyet elsősorban keleti ételek alapanyagaként használnak.

## A szó eredete
Az étel arab nevének eredeti kiejtése tahina (t'hina), amely mai formáját az angolszász országokban meghonosodott téves kiejtésnek köszönheti. A szó egyébként nagyon hasonlít az arab "liszt" és a héber "őrlés" szavakra is.

## Változatai, tápanyagtartalma
Több változata ismeretes. Készülhet hántolt vagy hántolatlan szezámmagból – előbbit a Közel-Keleti (arab és zsidó) konyha használja, utóbbi inkább a kínai, koreai és japán ételekhez kedvelt. A hántolatlan változatnak magasabb a tápértéke, ugyanakkor keserűbb az íze.
Felhasználhatnak hozzá nyers vagy enyhén pörkölt magokat egyaránt. A hőkezelés hatására a kész tahiniben csökken bizonyos vitaminok, tápanyagok mennyisége.
Mivel a tahini egyetlen alkotóeleme a szezámmag, ezért tápanyag és vitamintartalma is hasonló, annyi különbséggel, hogy azok felszívódása sokkal hatékonyabb a magok megőrlése miatt.
A tahini kitűnő forrása a réznek, magnéziumnak, kalciumnak és cinknek, ugyanakkor gazdag rostokban és B1 vitaminban. A gazdag tápanyagtartalom ellenére néhány embernél a szezámmag (és így a tahini) fogyasztása allergiás reakciókat eredményezhet. A világszerte növekvő szezámfogyasztás sajnos ezen egészségügyi problémák számát is folyamatosan gyarapítja. Az Európai Unióban forgalmazott előre csomagolt ételeken ezért kötelező feltüntetni, ha szezámot vagy szezámszármazékot tartalmaznak.
A szezámmag több fitoösztrogén vegyületet (ún. lignánt) is tartalmaz, amelyek számos orvosbiológiai kutatás tárgyát képezték már. Bár a lignán tartalmú élelmiszerekkel folytatott kísérletek nem egyszer pozitív változásokat hoztak szív és érrendszeri- illetve különféle rákbetegségekkel küzdő kísérleti alanyok állapotában, teljes biztonsággal még nem lehet kijelenteni, hogy az eredmények kizárólag ezen vegyületek javára írhatók.

## Felhasználása
A Közel-Keleten gyakran fogyasztják egyszerű tahina szószként: vízzel, sóval, citromlével és tört fokhagymával elkeverve. Főtt és péppé zúzott csicseriborsóval a népszerű hummus egyik alapanyaga, míg mézzel és/vagy cukorsziruppal a halva nevű édesség fő alkotója. Sós és édes ételek receptjeiben egyaránt megtalálható.